# Roman Ślączka
Roman Tadeusz Ślączka (ur. 19 lipca 1895 w Sanoku, zm. 21 stycznia 1967 w Gdyni) – polski doktor praw, adwokat i radca prawny, pionier ruchu skautowego, działacz niepodległościowy i narodowy, nauczyciel.

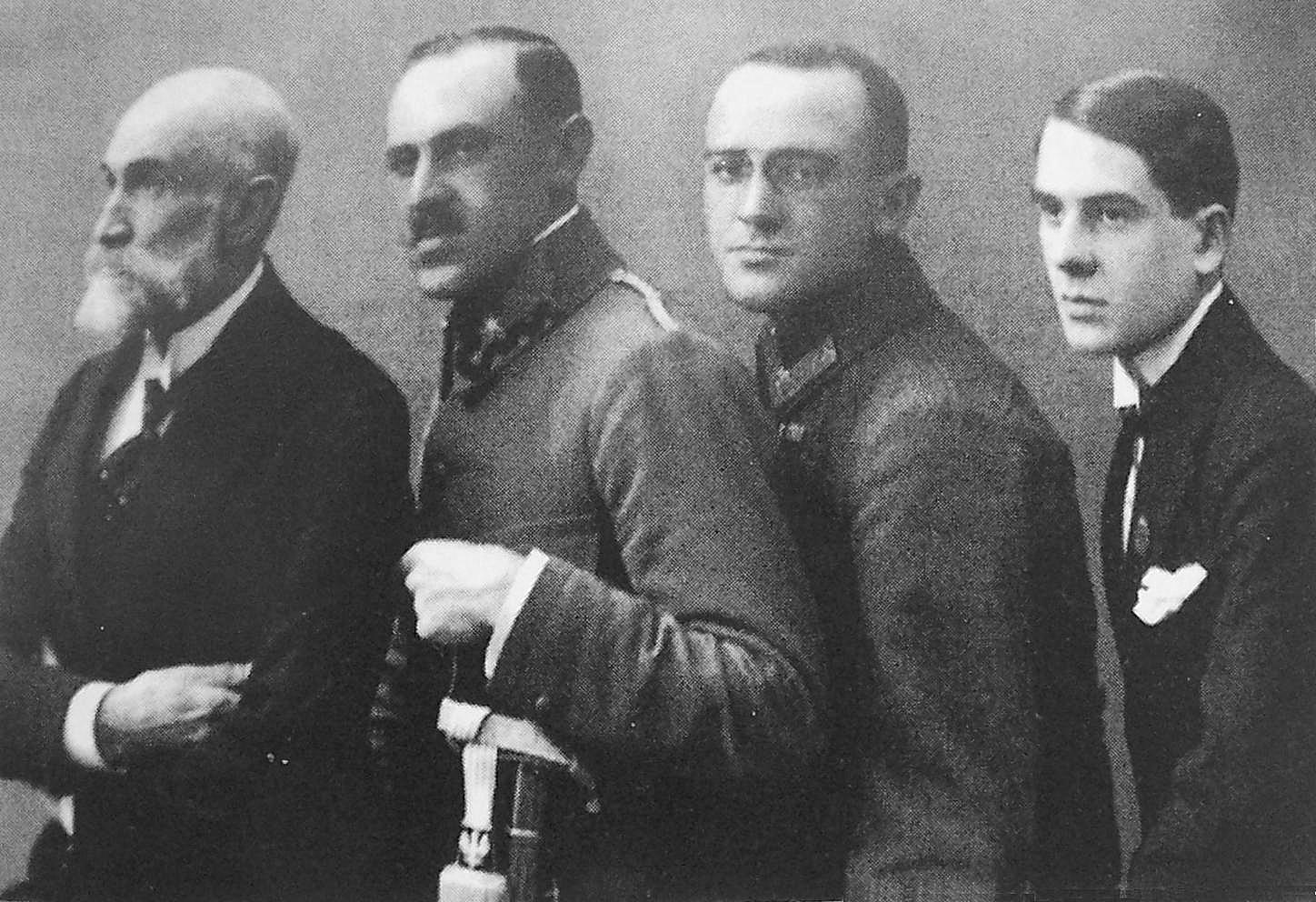
Wojciech Ślączka wraz z synami Kazimierzem, Aleksandrem i Romanem

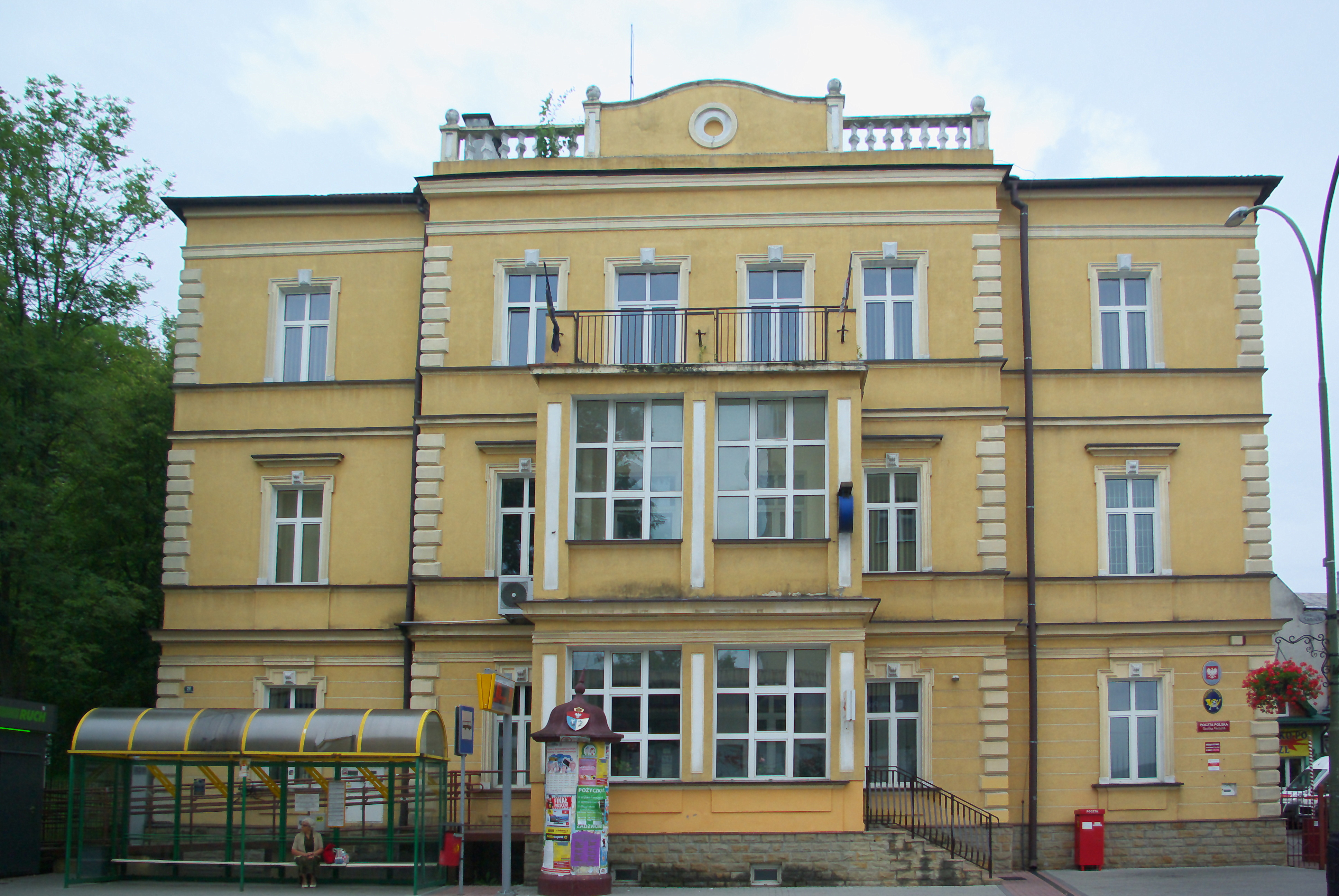
Budynek przy ulicy Kościuszki 26 w Sanoku, w przeszłości należący do rodziny Ślączków

## Życiorys
Roman Tadeusz Ślączka urodził się 19 lipca 1895 w Sanoku). Był synem Wojciecha Ślączki (1851–1925, adwokat, działacz niepodległościowy) i Bronisławy z domu Mysłowskiej (1856–1903). Jego rodzeństwem byli: Kazimierz (1885–1971, inżynier, oficer wojskowy, przed 1939 także zamieszkujący w Gdyni), Zofia Klara (1887–1890), Janina Aleksandra (1889–1979, nauczycielka), Sylwia Klementyna (1891–1893), Aleksander Wojciech (1893–1940, lekarz, jeden z twórców neurochirurgii polskiej, kapitan Wojska Polskiego, ofiara zbrodni katyńskiej). Jego ojcem chrzestnym został dr Kazimierz Smorągiewicz. W Sanoku rodzina Ślączków zamieszkiwała w kamienicy przy ulicy Tadeusza Kościuszki.
W 1913 Roman Ślączka zdał egzamin dojrzałości w C.K. Gimnazjum Męskim w Sanoku (w jego klasie byli m.in. Jan Bratro, Władysław Brzozowski, Stanisław Szwed, Władysław Zaleski). Podczas nauki w tej szkole był jednym z pionierów skautingu w Sanoku, działającego wpierw tajnie od początku roku szkolnego 1910/1911 (tym samym był zaczątkiem ruchu harcerskiego w mieście). Jesienią 1910 był jednym ze skautów składających pierwsze zaprzysiężenie w lesie koło podsanockiej Trepczy. Następnie był członkiem założonej we wrześniu 1911 i funkcjonującej od tego czasu już jawnie pod egidą sanockiego gniazda Towarzystwa Gimnastycznego „Sokół” drużyny skautowej im. Stanisława Żółkiewskiego, zawołania „ex ossibus ultor”. W roku szkolnym 1912/1913 dowodził jednym z trzech plutonów, a ponadto do matury był drużynowym, objąwszy tę funkcję jako kolejny po Antonim Froniu i Janie Bratrze. Z początkowej liczby skautów poniżej 10 w 1910 drużyna urosła do około 120 w 1912/1913. Ponadto udzielał się w działającym od 1909 gimnazjalnym „kółku przyrodników”, w którym pełnił funkcję zastępcy sekretarza
Po maturze miał kontynuować edukację na akademii górniczej. W 1913 podjął studia w Wiedniu. U kresu I wojny światowej w październiku 1918 przebywał na urlopie w Sanoku. Po przejęciu tam władzy lokalnej przez Polaków w listopadzie 1918 uczestniczył w usuwaniu pozostałości rządów austriackich w mieście. Ochotniczo brał udział w wojnie polsko-ukraińskiej z lat 1918–1919. Przed 1920 uzyskał stopień doktora praw. Uchwałą Rady Miejskiej w Sanoku z 16 października 1920 został uznany przynależnym do gminy Sanok. Był wówczas praktykantem sądowym w tym mieście. Na przełomie lat 20./30. był działaczem koła Towarzystwa Szkoły Ludowej w Sanoku, pełniąc funkcję sekretarza. W latach 30. był właścicielem rodzinnej kamienicy przy ulicy Kościuszki.
Według stanu z 1928 jako aplikant u dr. Edwarda Stenzla we Lwowie był członkiem nadzwyczajnym Oddziału Lwów Związku Adwokatów Polskich. W 1928 został wpisany na listę adwokatów w okręgu Izby Adwokackiej we Lwowie. W kolejnych latach był adwokatem w obrębie Sądu Okręgowego we Lwowie, pracując w tym mieście przy ulicy Listopada 35, od około 1932 przy ulicy Grodzickich 2, od około 1934 przy placu Akademickim 2. 31 marca 1931 został wybrany na zastępcę członka rady dyscyplinarnej w Izbie Adwokackiej we Lwowie. W latach 30. był we Lwowie działaczem Sokoła – Macierzy.
7 lipca 1936 został wpisany na listę adwokatów w okręgu Izby Adwokackiej w Poznaniu, z siedzibą w Gdyni. Do 1939 pracował przy ulicy 10 lutego 24 w obrębie Sądu Okręgowego w Gdyni. Był korespondentem dla „Warszawskiego Dziennika Narodowego”, we wrześniu 1935 donosił z pierwszego rejsu transatlantyku „MS Piłsudski”, a w kolejnych latach w tym dzienniku drukowano jego artykuły na tematy dotyczące Gdyni. W Gdyni był działaczem Stronnictwa Narodowego. W 1936 został wybrany ławnikiem zarządu Towarzystwo Budowy Bazyliki Morskiej w Gdyni.
U kresu II wojny światowej i trwającej okupacji niemieckiej przebywał wraz z rodziną w Iwoniczu-Zdroju. Po nadejściu frontu wschodniego i wycofaniu się Niemców z tych terenów pod koniec lata 1944 przybył do rodzinnego Sanoka. Tam na przełomie września i października 1944 zamieszkał w domu rodziny Jana Rajchla przy ul. Kościuszki. W tym czasie zarabiał udzielając lekcji języka angielskiego. Za namową Jadwigi Zaleskiej z października 1944 przyjął propozycję objęcia posady nauczyciela języka angielskiego w reaktywowanym macierzystym gimnazjum. Tam 18 października 1944 brał udział w posiedzeniu pierwszej powojennej rady pedagogicznej. Został członkiem Komitetu Odbudowy Gimnazjum, obejmując w tym gremium funkcję skarbnika. W zakresie swojej pracy nauczycielskiej polecił przedrukować w sanockiej drukarni Franciszka Patały (wcześniej drukarnia Karola Pollaka) podręcznik do nauki języka angielskiego autorstwa Tadeusza Grzebieniowskiego. Po nastaniu Polski Ludowej około 1945 wynajął rodzinną kamienicę w Sanoku na rzecz poczty (w tym gmachu pod adresem ul. Kościuszki 26 do dziś działa oddział główny Poczty Polskiej).
W 1946 zamieszkiwał w Gdyni przy ul. Skwer Kościuszki 16 i pozostawał adwokatem w tym mieście. W 1947 postanowieniem Nadzwyczajnej Komisji do Walki z Nadużyciami i Szkodnictwem Gospodarczym na Wybrzeżu został skazany na pół roku obozu pracy za to, że jako urzędnik państwowy pracujący w charakterze radcy prawnego TZP „działał w czasie swego urzędowania związanego z przeprowadzaniem reprywatyzacji na szkodę państwa, m.in. reprywatyzując nieprawnie wielkie składy towarowe w porcie gdyńskim”. W 1949 był adwokatem Domu Bawełny. Przez wiele lat pracował jako radca prawny w Polskiej Zjednoczonej Korporacji Bałtyckiej w Gdyni. Był też współzałożycielem i radcą prawnym Izby Arbitrażowej Bawełny w Gdyni. Był radcą prawnym i członkiem Lekarskiej Spółdzielni Pracy w Gdyni. Jako radca prawny udzielał się też w Spółdzielni Inwalidów „Wybrzeże”, gdzie był członkiem radcy. Był odznaczonym działaczem ruchu spółdzielczego.
Pod koniec lat 50. zamieszkiwał w Gdyni przy ulicy Wojewódzkiej 31. Zmarł po krótkiej chorobie 21 stycznia 1967 w Gdyni. Został pochowany na tamtejszym cmentarzu Witomińskim 23 stycznia 1967. 18 lutego 1928 w Sanoku poślubił Janinę Marię Helenę Konstantynowicz rodem z Dynowa (1903–1991). Miał dzieci; synów Wojciecha (1928–2015, doktor nauk przyrodniczych), Andrzeja (1931-2023, profesor geologii).

## Publikacje
- Pierwsze trzy lata skautingu w Gimnazjum w Sanoku (1910–1913) w: Księga pamiątkowa Gimnazjum Męskiego w Sanoku 1888–1958 (1958)[85]
- „Kółko przyrodników” przy czytelni gimnazjalnej w Sanoku w latach 1909–1913 w: Księga pamiątkowa Gimnazjum Męskiego w Sanoku 1888–1958 (1958)[86]
- Reaktywowanie gimnazjum w Sanoku po drugiej wojnie światowej w: „Rocznik Sanocki” Tom I (1963)[87]
- Jak się obywatele sanoccy przed 500 laty procesowali... w: „Rocznik Sanocki” Tom II (1967)[88]

Roman Ślączka był też autorem pamiętników opisujących m.in. przejmowanie władzy przez Polaków u kresu I wojny światowej w Sanoku oraz wspomnień dotyczących sanockiego drukarza Karola Pollaka.